# 2010年冬季残疾人奥林匹克运动会芬兰代表团
2010年冬季残疾人奥林匹克运动会芬兰代表团是芬兰派出的2010年冬季残疾人奥林匹克运动会代表团。获得1枚银牌和1枚铜牌。